# Мороженица

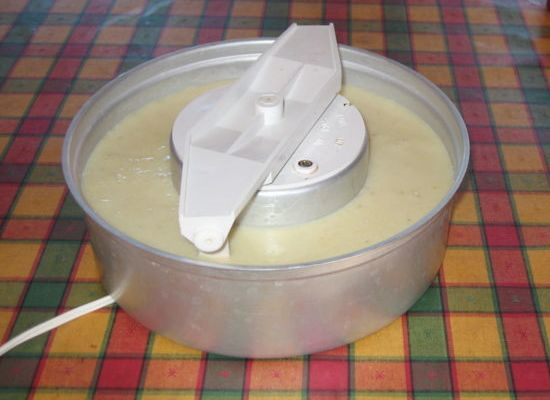
Одна из разновидностей электрической мороженицы

Моро́женица — бытовой прибор для приготовления небольшого количества мороженого, как правило, с целью употребления в домашних условиях. Существуют как ручные мороженицы, так и автоматические, работающие с помощью электродвигателя.
Принцип работы мороженицы заключается в одновременном замораживании и взбивании исходной смеси таким образом, чтобы аэрация смеси предотвращала появление кристаллов льда. Большинство современных морожениц производят мороженое, которое сразу готово к употреблению, хотя некоторые из них предполагают длительное дальнейшее охлаждение после взбивания. Электрические мороженицы делятся на два основных типа: самоохлаждающие со встроенным компрессором и требующие для работы предварительно охлаждённых при низкой температуре ёмкостей; иногда встречается и третий тип — машины с собственной морозильной камерой.
Первая мороженица (ручного принципа действия) была запатентована в 1843 году американской изобретательницей Нэнси Джонсон, одной из первых изобретательниц США, в, по разным данным, Нью-Йорке или Филадельфии. Первый фризер для изготовления мороженого был создан уже в 1851 году Джейкобом Фасселом из Балтимора, основавшим также первую фабрику по производству мороженого.